# Equazioni di Hamilton
Le equazioni di Hamilton, nella fisica e in particolare nella riformulazione della meccanica classica sviluppata dalla meccanica hamiltoniana, sono l'equazione del moto per un sistema fisico, scritta a partire da una funzione chiamata hamiltoniana. Determinano l'evoluzione temporale del sistema dinamico in modo equivalente alla legge di Newton e alle equazioni di Eulero-Lagrange, di cui sono una riscrittura ottenuta in seguito ad un particolare cambio di variabili.

## Le equazioni
L'hamiltoniana {\displaystyle {\mathcal {H}}(\mathbf {q} ,\mathbf {p} ,t)} di un sistema dinamico è una funzione definita nello spazio delle fasi {\displaystyle \mathbb {R} ^{2n}} composto dalle coordinate generalizzate {\displaystyle \mathbf {q} =(q_{1},\dots q_{n})\in \mathbb {R} ^{n}} e dai rispettivi momenti coniugati:
{\displaystyle \mathbf {p} ={\frac {\partial {\mathcal {L}}}{\partial \mathbf {\dot {q}} }}}
dove {\displaystyle {\mathcal {L}}(\mathbf {q} ,\mathbf {\dot {q}} ,t)} è la lagrangiana. L'hamiltoniana viene solitamente associata all'energia totale del sistema, somma dell'energia cinetica e dell'energia potenziale. In alcuni casi, per esempio quando agiscono forze non conservative, è necessario fare uso dei cosiddetti potenziali generalizzati e l'hamiltoniana perde il significato fisico di energia totale del sistema.
Le equazioni di Hamilton sono un sistema di equazioni differenziali che forniscono l'evoluzione temporale del sistema:
{\displaystyle {\dot {p}}_{j}=-{\frac {\partial {\mathcal {H}}}{\partial q_{j}}}\qquad {\dot {q}}_{j}={\frac {\partial {\mathcal {H}}}{\partial p_{j}}}}
ovvero:
{\displaystyle {\frac {\mathrm {d} }{\mathrm {d} t}}\mathbf {p} (t)=-{\frac {\partial }{\partial \mathbf {q} }}{\mathcal {H}}(\mathbf {q} (t),\mathbf {p} (t),t)}
{\displaystyle {\frac {\mathrm {d} }{\mathrm {d} t}}\mathbf {q} (t)={\frac {\partial }{\partial \mathbf {p} }}{\mathcal {H}}(\mathbf {q} (t),\mathbf {p} (t),t)}
Le equazioni di Hamilton sono simmetriche rispetto a {\displaystyle p_{j}=p_{j}(t)} e {\displaystyle q_{j}=q_{j}(t)}, e pertanto scambiare {\displaystyle \pm q} con {\displaystyle \mp p} e {\displaystyle \pm {\dot {q}}} con {\displaystyle \mp {\dot {p}}} le lascia invariate.

## Derivazione
Dato un sistema che ha n gradi di libertà descritto da una lagrangiana {\displaystyle {\mathcal {L}}(\mathbf {q} ,\mathbf {\dot {q}} ,t)}, l'equazione di Newton per il suo moto è equivalente alle equazioni di Eulero-Lagrange:
{\displaystyle {\frac {\mathrm {d} }{\mathrm {d} t}}{\frac {\partial {\mathcal {L}}}{\partial {\dot {q}}_{i}}}-{\frac {\partial {\mathcal {L}}}{\partial q_{i}}}=0}
Si può formulare lo stesso problema prendendo come variabili indipendenti le coordinate generalizzate {\displaystyle q_{1},\dots ,q_{n}} ed i momenti generalizzati {\displaystyle \mathbf {p} =(p_{1},\dots ,p_{n})}, definiti da {\displaystyle p_{i}=\partial {\mathcal {L}}/\partial {\dot {q}}_{i}}. In tale contesto, la trasformata di Legendre della Lagrangiana produce la funzione hamiltoniana:
{\displaystyle {\mathcal {\mathcal {H}}}=\sum _{i}{{\dot {q}}_{i}}{\frac {\partial {\mathcal {L}}}{\partial {{\dot {q}}_{i}}}}-{\mathcal {L}}=\sum _{i}{{\dot {q}}_{i}}p_{i}-{\mathcal {L}}}
In una dimensione la trasformata si ottiene scrivendo il differenziale di {\displaystyle {\mathcal {L}}(q,{\dot {q}},t)}:
{\displaystyle \mathrm {d} {\mathcal {L}}={\frac {\partial {\mathcal {L}}}{\partial q}}\mathrm {d} q+{\frac {\partial {\mathcal {L}}}{\partial {\dot {q}}}}\mathrm {d} {\dot {q}}+{\frac {\partial {\mathcal {L}}}{\partial t}}\mathrm {d} t={\dot {p}}\mathrm {d} q+p\mathrm {d} {\dot {q}}+{\frac {\partial {\mathcal {L}}}{\partial t}}\mathrm {d} t={\dot {p}}\mathrm {d} q+(\mathrm {d} ({\dot {q}}p)-{\dot {q}}\mathrm {d} p)+{\frac {\partial {\mathcal {L}}}{\partial t}}\mathrm {d} t}
da cui:
{\displaystyle \mathrm {d} ({\dot {q}}p-{\mathcal {L}})=-{\dot {p}}\mathrm {d} q+{\dot {q}}\mathrm {d} p-{\frac {\partial {\mathcal {L}}}{\partial t}}\mathrm {d} t}
La lagrangiana viene così trasformata in un'altra equazione dipendente esplicitamente dalla sua derivata rispetto a {\displaystyle \mathbf {q} }, cioè da {\displaystyle \mathbf {p} }.
Dato il differenziale di {\displaystyle {\mathcal {H}}(\mathbf {q} ,\mathbf {p} ,t)}:
{\displaystyle \mathrm {d} {\mathcal {H}}={\frac {\partial {\mathcal {H}}}{\partial q}}\mathrm {d} q+{\frac {\partial {\mathcal {H}}}{\partial p}}\mathrm {d} p+{\frac {\partial {\mathcal {H}}}{\partial t}}\mathrm {d} t}
confrontandolo con la precedente espressione della trasformata di Legendre:
{\displaystyle {\mathcal {H}}(\mathbf {q} ,\mathbf {p} ,t)=\mathbf {\dot {q}} (t)\mathbf {p} (t)-{\mathcal {L}}(\mathbf {q} ,{\dot {\mathbf {q} }},t)}
si ottengono le equazioni di Hamilton:
{\displaystyle \mathbf {\dot {q}} ={\frac {\partial {\mathcal {H}}}{\partial \mathbf {p} }}\qquad \mathbf {\dot {p}} =-{\frac {\partial {\mathcal {H}}}{\partial \mathbf {q} }}}
Se una coordinata è una coordinata ciclica per la lagrangiana, ovvero è una coordinata da cui la lagrangiana non dipende direttamente, allora essa è ciclica anche per l'Hamiltoniana. In particolare se lagrangiana non dipende esplicitamente dal tempo allora {\displaystyle {\mathcal {H}}} stessa è una costante del moto:
{\displaystyle {\frac {d{\mathcal {H}}}{dt}}=-{\frac {\partial {\mathcal {L}}}{\partial t}}=0}

## Principio variazionale di Hamilton
Le equazioni di Hamilton si possono ricavare dal principio variazionale di Hamilton (principio di minima azione):
{\displaystyle \delta I=\delta \int _{t_{1}}^{t_{2}}{\mathcal {L}}\,dt=\delta \int _{t_{1}}^{t_{2}}\left(\sum _{i=1}^{n}{\dot {q}}_{i}\,p_{i}-{\mathcal {H}}(q,p,t)\right)\,dt=0}
dove l'integrale della lagrangiana nel tempo è l'azione:
{\displaystyle I=\int _{t_{1}}^{t_{2}}{\mathcal {L}}\,dt}
Il principio stabilisce che il moto del sistema tra gli istanti iniziale {\displaystyle t_{1}} e finale {\displaystyle t_{2}} deve rendere stazionario l'integrale variazionale azione tra {\displaystyle t_{1}} e {\displaystyle t_{2}}, il che significa che l'azione ha un estremo in corrispondenza della traiettoria seguita dal sistema, tra tutte quelle possibili nell'intervallo di tempo considerato.